# Je veux du bonheur
Albums de Christophe Maé
On trace la route (tournée)
(2011) L'Attrape-rêves
(2016)
Singles
1. Tombé sous le charme
Sortie : 22 mars 2013
2. Je veux du bonheur
Sortie : 20 juin 2013
3. La Poupée
Sortie : 11 septembre 2013
4. Ma douleur, ma peine
Sortie : 14 janvier 2014
5. Charly
Sortie : 2 juin 2014

Je veux du bonheur est le troisième album studio du chanteur français Christophe Maé, sorti en juin 2013.
Il se classe numéro un du top album français lors de sa première semaine d'exploitation avec 103 680 exemplaires vendus.
L'album est disque de diamant, en septembre 2014 l'album s'est écoulé à 500 000 exemplaires vendus.

## Piste
Note : quand les auteurs des paroles et de la musique sont différents, ils sont séparés par un trait oblique "/" (Paroles / Musique)
| 1.    | Je veux du bonheur   | Serge Lama / Christophe Maé - Yodelice                                              | 3:21 |
| 2.    | Ma douleur, ma peine | Christophe Maé - Mike Ibrahim / Christophe Maé - Bruno Dandrimont                   | 3:13 |
| 3.    | Tombé sous le charme | Christophe Maé, Mike Ibrahim                                                        | 4:01 |
| 4.    | Charly               | Christophe Maé - Mike Ibrahim / Christophe Maé - Felipe Saldivia                    | 3:59 |
| 5.    | La poupée            | Christophe Maé - Mike Ibrahim / Christophe Maé - Felipe Saldivia - Frédéric Savio   | 3:05 |
| 6.    | À l’abri             | Christophe Maé - Mike Ibrahim / Christophe Maé - Bruno Dandrimont                   | 4:11 |
| 7.    | L'automne            | Christophe Maé - Mike Ibrahim / Christophe Maé                                      | 3:46 |
| 8.    | Ma jolie             | Christophe Maé - Mike Ibrahim / Christophe Maé - Felipe Saldivia - Frédéric Savio   | 3:10 |
| 9.    | Ne t'en fais pas     | Christophe Maé - Mike Ibrahim / Christophe Maé - Felipe Saldivia - Frédéric Savio   | 3:49 |
| 10.   | L'olivier            | Christophe Maé - Mike Ibrahim / Christophe Maé - Felipe Saldivia - Bruno Dandrimont | 3:58 |
| 11.   | It's Only Mystery    | Corine Marienneau / Louis Bertignac - Éric Serra                                    | 4:53 |
| 41:26 |                      |                                                                                     |      |

## Classements et certifications
| Classement (2013)            | Meilleure place |
| ---------------------------- | --------------- |
| Belgique (Flandre Ultratop)  | 32              |
| Belgique (Wallonie Ultratop) | 1               |
| France (SNEP)                | 1               |
| Suisse (Schweizer Hitparade) | 4               |

| Pays     | Certification | Ventes certifiées |
| -------- | ------------- | ----------------- |
| Belgique | Or            | 15 000            |
| France   | Diamant       | 500 000           |
| Suisse   | Or            | 15 000            |